# Campo Florido
Campo Florido is een gemeente in de Braziliaanse deelstaat Minas Gerais. De gemeente telt 7.105 inwoners (schatting 2009).

## Aangrenzende gemeenten
De gemeente grenst aan Comendador Gomes, Conceição das Alagoas, Frutal, Pirajuba, Prata en Veríssimo.